# Einsteinmodellen
Einsteinmodellen är en kvantfysikalisk modell från 1907 som kan användas för att förklara värmekapacitet i fasta ämnen genom att modellera det som en kvantharmonisk oscillator. 
Modellen kan förklara att värmekapaciteten är temperaturberoende, vilket inte beskrivs av Dulong–Petits lag (som ser den som konstant). Dock finns det vissa avvikelser mellan Einsteinmodellen och mätvärden vid låga temperaturer, detta kom senare att förklaras ännu bättre av Debyemodellen.

## Bakgrund
Dulong och Petit hade genom experiment funnit att värmekapaciteten för fasta ämnen kunde beskrivas med konstanten {\displaystyle C=3R}, enligt Dulong–Petits lag. Där {\displaystyle C} är värmekapaciteten och R allmänna gaskonstanten.
Dulong och Petits samband påminner delvis om värmekapaciteten för gaser, så som den kan beskrivas enligt Maxwell–Boltzmann-statistik.
Det kan därmed kopplas till klassisk statistisk mekanik, och hur gaser kan ses som en klassisk harmonisk oscillator enligt ekvipartitionsprincipen.  
I så fall skulle värmekapaciteten beskrivas genom frihetsgrader, där {\displaystyle C=(f/2)R} beskriver värmekapaciteten baserat på frihetsgradera för gasens atomer. Det kan därmed se ut som att Dulong-Petits lag sammanfaller med detta, och att frihetsgraden i så fall vore {\displaystyle f=6} för fasta ämnen
Dessvärre kunde Dulong-Petits lag inte förklara värmekapaciteten vid låga temperaturer. 
Avvikelsen varierade mellan olika material, och var extra tydlig för diamant. Detta kunde senare förklaras med Einsteinmodellen och därefter Debyemodellen.

## Beskrivning av modellen
Einstein använde kvantmekaniska begrepp, som Plancks konstant, som nyligen introducerats av Max Planck.
I modellen beskrivs värme i ett fast ämne som ett system av vibrationer i ett kristallint gitter. 
Inom klassisk statistik mekanik så beskrivs gaser genom en klassisk harmonisk oscillator enligt ekvipartitionsprincipen. 
Men inom Einsteins modell beskrivs ett fast ämne istället som en kvantharmonisk oscillator, med tre frihetsgrader. 
Energinivåerna, för varje tillstånd {\displaystyle n}, ges av vinkelfrekvensen {\displaystyle \omega } och Plancks konstant {\displaystyle \hbar }, så att
energin kan uttryckas som:
{\displaystyle E=\left(n+{\frac {1}{2}}\right)\hbar \omega }
Vid en viss temperatur {\displaystyle T} så är den genomsnittliga antalet i ett tillstånd erhållet genom Bose–Einstein-fördelningen.
{\displaystyle n={\frac {1}{e^{\hbar \omega /kT}-1}}}
Där {\displaystyle k} är Boltzmanns konstant.
Vilket ger en fördelning av energin enligt
{\displaystyle E={\frac {\hbar \omega }{e^{\hbar \omega /kT}-1}}+{\frac {\hbar \omega }{2}}}
Detta ger därmed ett uttryck för energin (som här är värmeenergi). Värmekapacitet ges av att derivera värmeenergi {\displaystyle Q} med avsende på temperatur. 
{\displaystyle C={\frac {dQ}{dT}}}
med insättning av energin {\displaystyle E} från den kvantmekaniska modellen får vi genom derivering
{\displaystyle C={\frac {dE}{dT}}={\frac {\hbar ^{2}\omega ^{2}}{kT^{2}}}{\frac {e^{\hbar \omega /kT}}{(e^{\hbar \omega /kT}-1)^{2}}}}
Vid höga temperaturer ({\displaystyle kT>>\hbar \omega }) så sammanfaller modellen med Dulong-Petits lag. 
Men till skillnad från den enkla lagen kan Einsteinmodellen även förklara temperaturberoendet.

## Brister i modellen
Modellen kunde förklara att värmekapaciteten var lägre vid låga temperaturer, men det fanns ändå avvikelser från mätdata.
Detta kom att förbättras i Debyemodellen, som bättre stämmer  överens med mätvärden vid låga temperaturer. 
Där Debyemodellen har ett karaktäristikt samband på {\displaystyle C\propto T^{3}} för låga temperaturer.

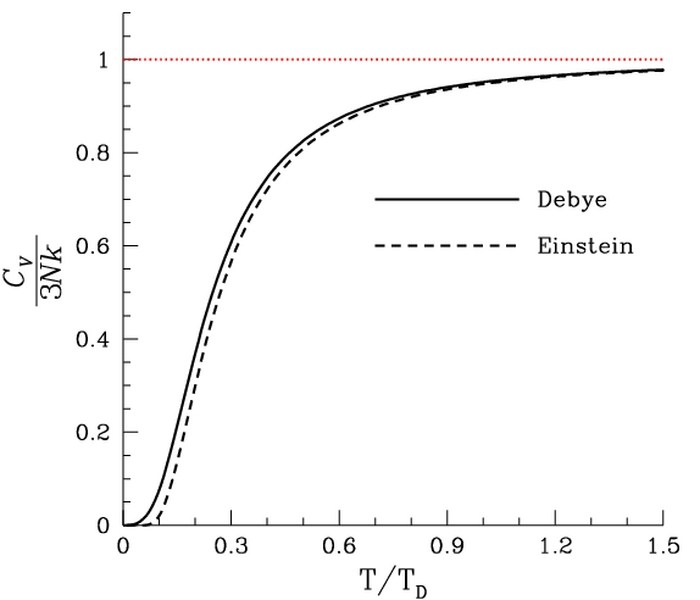
Debye jämfört med Einstein. Beräknad värmekapacitet som funktion av temperatur.

Till skillnad från Einsteinmodellen så tar Debyemodellen hänsyn till att atomernas rörelser beror på varandra, liknande hur ljudvågor rör sig i olika material.  Debyes modell beskriver istället vibrationerna som fononer i en låda, liknande Plancks strålningslag som beskriver svartkroppsstrålning som fotoner i en låda.